# Вовнянка пряма
Вовнянка пряма, бомбіцилена пряма (Bombycilaena erecta) — вид рослин із родини айстрових (Asteraceae).

## Біоморфологічна характеристика
Однорічна рослина. Стебла заввишки до 13 см, прямовисні, прості чи розгалужені, з лежачими чи висхідними гілками. Листки 3–12 × 1.2–3.2 мм довгасто-ланцетні. Клубочки [тип суцвіття] 3–7 мм у діаметрі, сірувато-запушені.

## Середовище проживання
Зростає у Марокко, Європі (Франція [у т. ч. Корсика], Андорра, Португалія, Іспанія, Швейцарія, Австрія, Італія [у т. ч. Сицилія], Словаччина, Угорщина, Словенія, Хорватія, Боснія та Герцеговина, Сербія та Косово, Чорногорія, Македонія, Албанія, Румунія, Болгарія, Греція, Україна (Крим), Росія (Північний Кавказ), ), Західній Азії (Азербайджан, Вірменія, Грузія, Туркменістан, Туреччина, пн. Іран, Сирія (Джазіра), Афганістан).
Росте на суглинних крейдяних ґрунтах.
В Україні вид росте в Криму.